# Conraua crassipes
Conraua crassipes é uma espécie de anfíbio da família Ranidae.
Pode ser encontrada nos seguintes países: Camarões, República do Congo, República Democrática do Congo, Guiné Equatorial, Gabão, Nigéria, possivelmente Angola e possivelmente em República Centro-Africana.
Os seus habitats naturais são: florestas subtropicais ou tropicais húmidas de baixa altitude, regiões subtropicais ou tropicais húmidas de alta altitude e rios.
Está ameaçada por perda de habitat.